# Chłopaki nie płaczą (album)
Chłopaki nie płaczą – płyta zespołu T.Love, wydana w 1997 przez wytwórnię płytową Pomaton EMI.
Album bardzo dobrze się sprzedawał, głównie za sprawą piosenki tytułowej, która tak naprawdę była pastiszem boys bandów. W radiu emitowane były również „Stokrotka” i „Jest super”. Płyta utrzymana jest w podobnej stylistyce, co Al Capone. Muzycy w tekstach starali się opisać zmieniającą się rzeczywistość, nawiązać do popkultury i nowych trendów w polskiej mentalności.
W 1998 album uzyskał certyfikat złotej płyty za sprzedaż ponad 50 000 egzemplarzy.

## Lista utworów
1. „To nie to” – 3:43
2. „Chłopaki nie płaczą” – 3:16
3. „Ona i ona” – 4:06
4. „Jest super” – 3:57
5. „Na rogu” – 2:44
6. „Kumplowi” – 3:11
7. „Stokrotka” – 4:20
8. „Sobota” – 4:04
9. „Komercja” – 3:59
10. „Bajer” – 4:09
11. „Popularny” – 3:42
12. „Kup mnie” – 4:50
13. „Nie ma zabawy” – 3:28

## Skład
- Muniek Staszczyk – śpiew
- Jacek Perkowski – gitara
- Maciej Majchrzak – gitara, instrumenty klawiszowe
- Paweł Nazimek – gitara basowa
- Jarosław Polak – perkusja, (śpiew w piosence „To nie to”)